# Olindo Galli
Olindo Galli, all'anagrafe Lindo (Tivoli, 11 febbraio 1900 – Tivoli, 2 gennaio 1983), è stato un politico, calciatore e allenatore di calcio italiano, di ruolo centrocampista.

## Carriera

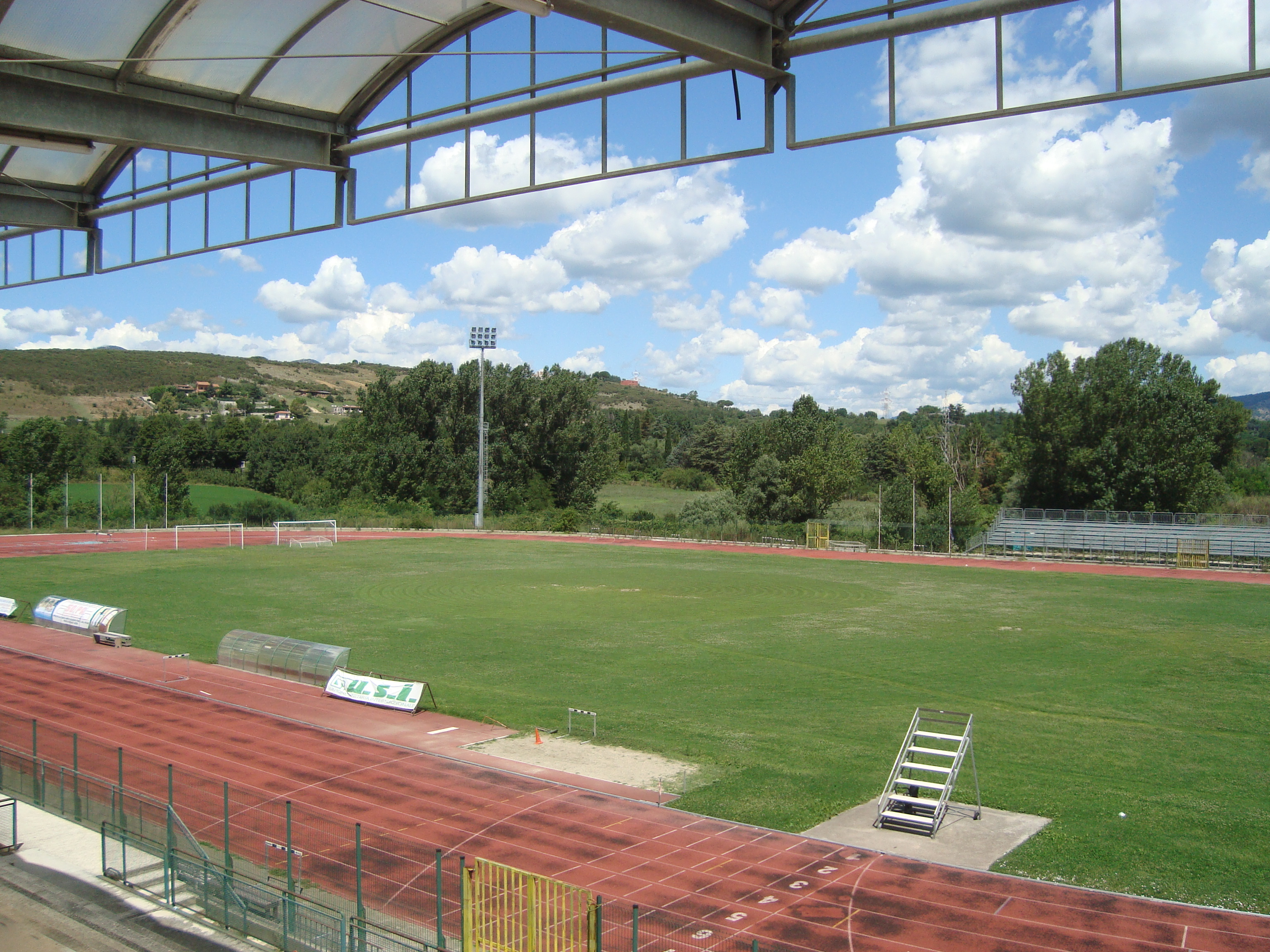
Lo stadio di Tivoli che porta il suo nome.

### Come calciatore
Nato a Tivoli nel 1900 e cresciuto nel vivaio della Tivoli, è titolare nella prima stagione agonistica della Tivoli Calcio, vincendo il campionato nella stagione 1922-1923; gioca con i tiburtini fino al campionato 1924-1925. A fine stagione passa alla Lazio e viene inserito in prima squadra nella stagione 1925-1926. Confermato anche l'anno successivo nella squadra titolare, viene ceduto nell'estate del 1927.
Giocò poi nel Foligno, nuovamente nella Tivoli fino al 1931 e infine nella Juventus Roma.
Nella Lazio gioca 16 partite e segna 9 goal.

### Allenatore
Nella stagione 1948-1949 ha allenato la Tivoli in Serie C.

### Come politico
Durante la Seconda guerra mondiale milita attivamente nelle formazioni partigiane. Nel dopoguerra viene inoltre eletto Sindaco di Tivoli nelle file del Partito Comunista Italiano e alla sua memoria è attualmente intitolato lo stadio comunale della città tiburtina sito in località "Arci" lungo la Via Empolitana.
Nel 1971 pubblica un libro dal titolo La città tradita. L'Aniene fiume amaro, in cui ripercorre le vicende della questione delle acque, che videro molto spesso il Comune di Tivoli, anche negli anni in cui Galli ne era sindaco, contrapposto all'ACEA (Azienda Comunale Elettricità ed Acque di Roma) e quindi al Comune di Roma.